# Kryty Most
Kryty Most (bułg. Покрит мост, Pokrit most) – most w mieście Łowecz w północnej Bułgarii, nad rzeką Osym (dopływ Dunaju), na przedgórzu Bałkanów.
Pierwsza wzmianka o moście z zadaszeniem w Łoweczu pochodzi od austriackiego geologa Ami Bouè, który odwiedził miasto w I. poł. XIX w. i opisał go swojej książce. Oryginalne zadaszenie mostu tworzyło konstrukcję tunelową. Ten kamienny most stanowił połączenie dwóch części miasta, był swego rodzaju „bazarem”, zaopatrującym mieszkańców miasta w przedmioty użytku codziennego, ubrania i żywność. Był też miejscem spotkań, tajnych zebrań przedstawicieli ówczesnej bułgarskiej opozycji z Wasylem Lewskim na czele.

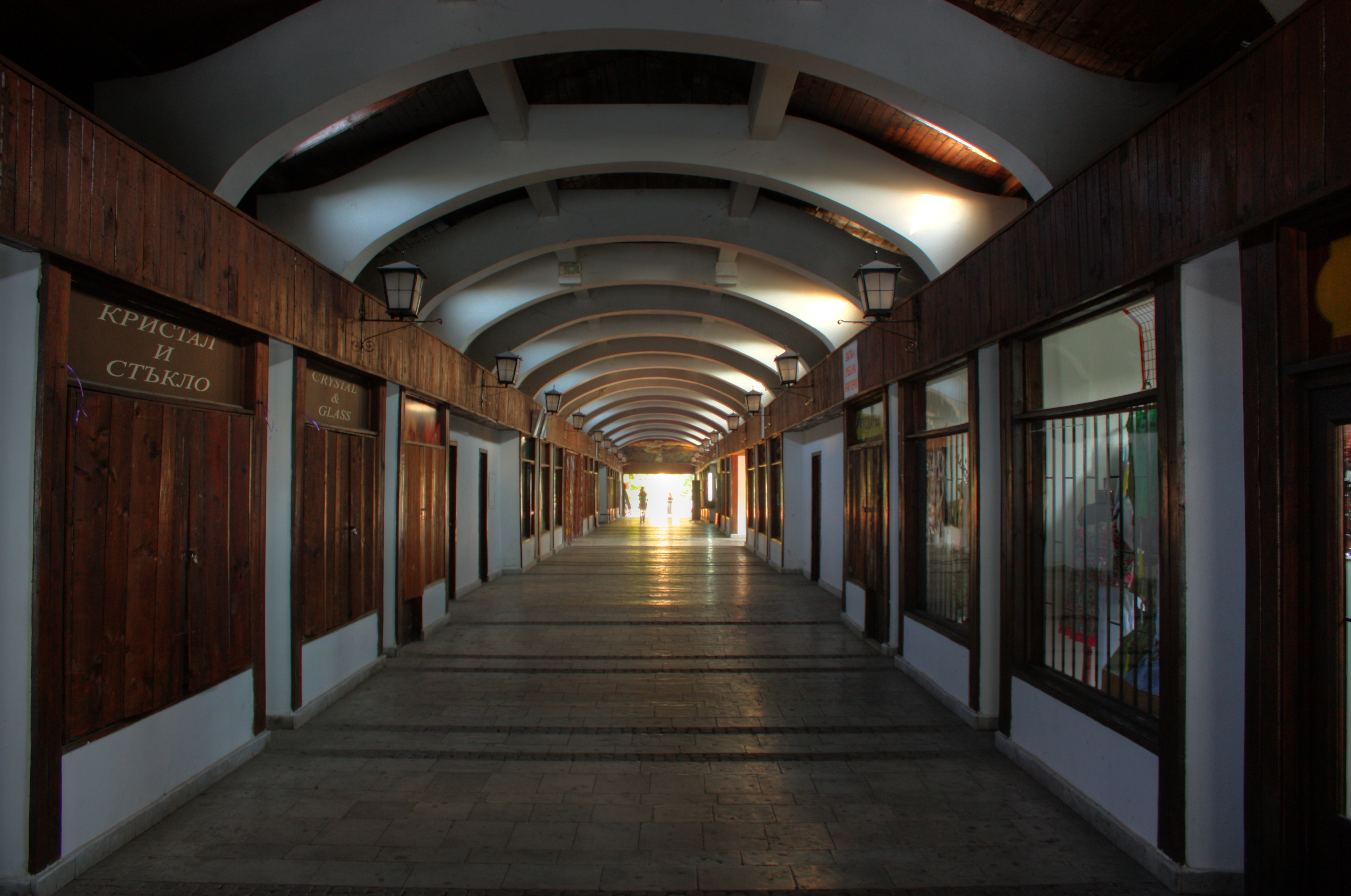
Wewnątrz mostu

Początkowo konstrukcja tunelowa mostu wykonana była z drewna. Przez lata jednak częste uszkodzenia powodowane przez wzbierającą rzekę wymagały napraw. W 1872 r. powódź całkowicie zniszczyła most. Bułgarski budowniczy z czasów zaboru osmańskiego, Nikoła Ficzew zaprojektował i nadzorował budowę nowego mostu krytego, zabudowanego 64 sklepikami, rozmieszczonymi po obu bokach mostu, i zbudowanego z drewna bukowego. Budowa trwała trzy lata. Konstrukcja mostu mierzyła 84 m długości, 10 m szerokości, filary miały zaś po 5 m wysokości. Od połowy wysokości filary miały przeloty, które umożliwiały swobodny przepływ wezbranej wody. Na filarach oparte były dębowe belki i deski. Dźwigary połączone były drewnianymi czopami i wrębami zamiast żelaznych mocowań. Droga na moście wykonana była z bruku i posypana żwirem. Po bokach mostu, w ścianach, znajdowały się małe okienka, przepuszczające do środka światło słoneczne. Wieczorem most oświetlany był latarniami gazowymi. Po powtarzających się pożarach mostu, spowodowanych przez Turków (m.in. w nocy z 2 na 3 sierpnia 1925 r.), obiekt w roku 1931 przebudowano na most stalowo-betonowy, zachowując przy tym jego charakterystyczny kształt. Dach mostu zrobiono ze szkła, a część środkowa nie miała ścian bocznych. W latach 1981–1982 most ponownie przebudowano i dziś stanowi jedną z ważniejszych atrakcji miasta Łowecz. Oprócz Krytego Mostu, oba brzegi miasta, tzw. nową oraz starą „Waroszę”, łączą dwa dodatkowe mosty: jeden o konstrukcji linowej, „Wyżenija most”, i jeden o konstrukcji stalowej, „Żeleznija most”.